# Peterhof
Peterhof je kompleks palača i okolnih parkova, koji se nalazi u Sankt-Peterburgu u Rusiji. Nastao je kao kraljevska palača Petra Velikoga 1711. godine. Naziva se ruskim "Versaillesom". Uvršten je u UNESCO-ov popis Svjetske kulturne baštine 1990. godine, zajedno s nekim drugim znamenitostima Sankt-Peterburga (Povijesni centar i pripadajuće znamenitosti (Kronstadt, Lomonosov, Pavlovsk,  Peterhof,  Puškin).
Svečano otvorenje održalo se 1723. Petar Veliki osobno je osmislio dio izgleda palače i parka. Tema, koja se javlja u ukrasima je ruska pobjeda u Velikom sjevernom ratu. Petar Veliki je posjetio Versailles 1716., koji mu je bio naduhnuće i ideja za realizaciju Peterhofa. 
Velika palača iznad slapa bila je ljetna rezidencija Petra Velikoga. Počela se graditi 1714. godine. Dizajnirali su je Leblondt, Barunstein i Micchetti, a dovršena je 1724. Od 1747. do 1755., proširivala se palača i dobio se dodatni kat. Na tome je radio talijanski arhitekt Bartolomeo Rastrelli.  
Peterhofski park sastoji od vrtova u versajskom stilu, a posebno je poznat po svojim fontanama. Ima ih 176 uz 4 kaskade. Vrtovi imaju brojne zgrade, uključujući i paviljone Monplaisir i Marly. Kanali i vodotoci za fontane, smješteni su strmije od palače. Najpoznatija je Velika kaskada, veličanstvena vodena stepenica ispod palače, koja se sastoji od 64 fontana i 37 pozlaćenih brončanih skulptura. Najpoznatija skulptura prikazuje Samsona, kako otvara lavlja usta, iz kojih izlazi 20 metara visoki mlaz vode. Skulptura simbolizira pobjedu Rusije nad Švedskom u bitci kod Poltave.
Nacisti su okupirali Peterhof od 1941. do 1944. godine. Prilično su ga devastirali. Obnova je počela odmah nakon oslobođenja i traje do danas. Prigodom proslave 300 godina Sankt-Peterburga 2003. godine, učinjeno je mnogo na obnovi Peterhofa.

## Galerija
- Unutrašnjost palače
- Fontana Samsona i lava
- Paviljon u Peterhofu
- Velika kaskada